# An Hiệp, Tuy An
An Hiệp là một xã thuộc huyện Tuy An, tỉnh Phú Yên, Việt Nam.
Xã An Hiệp có diện tích 46,2 km², dân số năm 1999 là 7621 người, mật độ dân số đạt 165 người/km².